# Okręgowa Delegatura Rządu Lwów
Okręgowa Delegatura Rządu Lwów (kryptonimy Lwy, Orły, Puchacze, Wino) – okręgowe (wojewódzkie) przedstawicielstwo Delegatury Rządu na Kraj z siedzibą we Lwowie, utworzone w 1941.
Okręgowym Delegatem Rządu byli kolejno:
- Władysław Zych ps. Falko
- prof. Franciszek Bujak ps. Bez (sierpień 1941)
- Edmund Bulanda (sierpień 1941 - styczeń 1942)
- Stanisław Kulczyński ps. Adam (styczeń 1942 - maj/czerwiec 1942)
- Julian Czyżewski ps. Marian Orzechowski (koniec 1942 - 15 marca 1944)
- Adam Ostrowski ps. Gabriel
- p.o. Władysław Grządzielski ps. Eustachy Głowacki
- Julian Czyżewski ps. Marian Orzechowski
- Leon Mrzygłocki ps. Niwa (1945)

ODR Lwów była największą terytorialnie Delegaturą, na jej terenie znajdowało się 41 PDR. Obejmowała ona teren przedwojennych województw: lwowskiego (na wschód od rzeki San), stanisławowskiego i tarnopolskiego.
W skład ODR Lwów wchodziły Powiatowe Delegatury Rządu na Kraj: 
- w dawnym województwie lwowskim 14 PDR - Bóbrka, Drohobycz, Grodek Jagielloński, Jaworów, Kamionka Strumiłowa, Lwów, Mościska, Radziechów, Rawa Ruska, Rudki, Sambor, Turka, Sokal, Żółkiew oraz Miejska Delegatura Rządu we Lwowie
- w dawnym województwie stanisławowskim 12 PDR - Chodorów, Kałusz, Kołomyja, Kosów, Nadwórna, Rohatyn, Stanisławów, Stryj, Śniatyn, Tłumacz, Żydaczów oraz Miejska Delegatura Rządu w Stanisławowie
- w dawnym województwie tarnopolskim 15 PDR, w tym Tarnopol, Czortków, Podhajce, Brzeziny i Złoczów.